# Hold My Hand (песня Леди Гаги)
«Hold My Hand» (с англ. — «Держи меня за руку») — песня американской певицы Леди Гаги, выпущенная 3 мая 2022 года на лейбле Interscope Records. Она стала лид-синглом к саундтреку для фильма Топ Ган: Мэверик (2022). Песня была написана и спродюсирована Гагой и BloodPop как «любовное письмо миру во время и после очень трудного времени». BloodPop также был дополнительным продюсером. Позже песня была включена в качестве бонус-трека на японском концертном издании (2022) её шестого студийного альбома Chromatica (2020).
В музыкальном плане «Hold My Hand» — это «оптимистический» арена-рок трек с гимническим припевом и электрогитарой. После выхода песня получила смешанные и положительные отзывы, критики отметили, что она вдохновлена пауэр-балладами 1980-х годов, десятилетия, в котором был выпущен оригинальный фильм «Top Gun» (1986). Песня «Hold My Hand» заняла первое место в чартах Хорватии, пятое место в Венгрии и Швейцарии, шестое место в Валлонии, а также вошла в топ-30 в Австралии, Канаде, Фландрии, Японии, Нидерландах, Сингапуре, Словакии, Тайване и Великобритании. Она исполнялась на бис во время концертного тура Гаги 2022 года The Chromatica Ball Tour. Песня была номинирована на различные премии, в том числе за лучшую оригинальную песню на 80-й церемонии вручения премии «Золотой глобус», на лучшую песню, написанную для визуальных медиа на 65-й ежегодной премии «Грэмми», а также за лучшую оригинальную песню на 27-й церемонии Satellite Awards.

## История
В апреле 2021 года сайт сплетен ShowBiz 411 сообщил, что Леди Гага будет участвовать в создании саундтрека к фильму «Top Gun: Maverick». Слух распространился среди других изданий, включая журнал W. В апреле 2022 года Гага начала публиковать в Твиттере загадочные сообщения, которые поклонники интерпретировали как слова песни, о которой ходили слухи. Официально она объявила о песне «Hold My Hand» и дате её выхода 27 апреля 2022 года. Во время анонса Гага поделилась, что работала над песней в течение многих лет и «даже не осознавала, насколько многослойной она была, охватывая сердце фильма, мою собственную психику и природу мира, в котором мы живём».
Предварительный вариант песни был выпущен 30 апреля, а затем 3 мая вышел полный трек в качестве первого сингла из саундтрека к фильму Top Gun: Maverick.
Через неделю после релиза песня «Hold My Hand» была запущена в эфир на радиостанциях adult contemporary и contemporary hit radio в США. Позже песня также была включена в японское концертное издание шестого студийного альбома Гаги Chromatica в качестве финального трека..

## Композиция
Песня «Hold My Hand» была написана Гагой в соавторстве с продюсером трека, BloodPop. Бенджамин Райс получил дополнительные продюсерские обязанности. Музыкальные и кинокритики назвали её «обнадеживающей, гимнической» арена-рок пауэр-балладой и сентиментальной песней о любви. Джазз Тангкей из Variety назвал «Hold My Hand» «парящей рок-мелодией со скрипками и гитарными переборами, которые напоминают о пауэр-балладах 80-х годов». В тексте песни Гага уверяет кого-то, что она всегда будет рядом с ним «без вопросов».
Ларс Брандл из Billboard отметил, что песня имеет близкое сходство с «Take My Breath Away» группы Berlin и «Danger Zone» Кенни Логинса, двумя треками из саундтрека оригинального фильма Top Gun. Музыкальные критики из других изданий сравнили «Hold My Hand» с такими песнями, как «Open Arms» группы Journey, «Alone» группы Heart, и собственной песней Гаги 2011 года «The Edge of Glory».
Песня была первоначально опубликована в тональности соль мажор и начинается с аккордовой прогрессии G/D/C/G/D с тремя вступительными тактами, прежде чем певица начинает текст: «Hold my hand, everything will be okay/I heard from the heavens that clouds have been gray/Pull me close, wrap me in your aching arms».

## Отзывы
Песня «Hold My Hand» получила от смешанных до положительных отзывов от музыкальных критиков. Робин Мюррей из журнала Clash назвал песню «триумфом напыщенности», в которой «Леди Гага отрывается как вокалистка». Джазз Тангкей из Variety нашел песню «запоминающимся хитом» с «сильным гитарным соло» и утверждал, что она «на пути к тому, чтобы стать претендентом на Оскар в гонке оригинальных песен». Нэнси Тартальоне из Deadline Hollywood считает так же, написав: «Это ещё одна песня в каноне Гаги и „Top Gun“, которая может пройти весь путь до Оскара». Vulture, интернет-блог, связанный с журналом New York Magazine, считает, что «Hold My Hand» — это «исключение в каталоге Гаги», поскольку «это одна из её единственных поп-песен с нулевыми разрушительными элементами», отмечая при этом, что «уровень самоопределения песни — это квинтэссенция Гаги. Чувствуется, что это искренняя попытка написать самую вдохновляющую балладу всех времён».
По мнению Джеммы Самвейс из Evening Standard трек представляет собой сентиментальную балладу, «настолько блестяще раздутую, что просто невозможно представить, чтобы какой-либо другой крупный поп-исполнитель справился с этой задачей». Стюарт Херитаж из The Guardian считает, что песня «бомбическая и эмоциональная, и включает в себя всё, что вы могли бы пожелать от баллады Леди Гага». Однако Майкл Крэгг из того же издания считает, что «Hold My Hand» «мягко говоря, не впечатляет», «раздутая и обвисшая». Алекса Кэмп из Slant Magazine утверждала, что «для песни, которую, по словам исполнительницы, она совершенствовала „годами“, „Hold My Hand“ с трудом взлетает». Мелисса Руджери из USA Today назвала её «средненькой [посредственной] балладой», а Ник Левин из NME счёл её «прохладной песней». Карли Мэй Грейвли из The Dallas Observer назвала её [легко] «забываемым» синглом.

### Награды и номинации
| Год  | Организация                        | Награда                                                          | Результат | Ссылка |
| ---- | ---------------------------------- | ---------------------------------------------------------------- | --------- | ------ |
| 2022 | Hollywood Music in Media Awards    | Лучшая оригинальная песня в художественном фильме                | Номинация | [ 32 ] |
| 2022 | People’s Choice Awards             | Song of 2022                                                     | Номинация | [ 33 ] |
| 2022 | RTHK International Pop Poll Awards | Top Ten International Gold Songs                                 | Номинация | [ 34 ] |
| 2022 | World Soundtrack Awards            | Best Original Song Written Directly for a Film                   | Номинация | [ 35 ] |
| 2023 | Critics' Choice Awards             | Премия «Выбор критиков» за лучшую песню                          | Номинация | [ 36 ] |
| 2023 | Золотой глобус                     | Премия «Золотой глобус» за лучшую песню                          | Номинация | [ 37 ] |
| 2023 | «Грэмми»                           | Премия «Грэмми» за лучшую песню, написанную для визуальных медиа | Номинация | [ 38 ] |
| 2023 | Hollywood Critics Association      | Best Original Song                                               | Номинация | [ 39 ] |
| 2023 | Satellite Awards                   | Премия «Спутник» за лучшую песню                                 | Победа    | [ 40 ] |
| 2023 | Japan Gold Disc Awards             | Song of the Year by Download (Western)                           | Победа    | [ 41 ] |
| 2023 | Lumiere Awards                     | Best Original Song                                               | Победа    | [ 42 ] |
| 2023 | Satellite Awards                   | Best Original Song                                               | Победа    | [ 43 ] |

## Позиции в чартах
| Чарт (2022)                         | Высшая позиция |
| ----------------------------------- | -------------- |
| Аргентина (Argentina Hot 100)       | 72             |
| Австралия (ARIA)                    | 29             |
| Австрия (Ö3 Austria Top 40)         | 32             |
| Бельгия/Фландрия (Ultratop 50)      | 11             |
| Бельгия/Валлония (Ultratop 50)      | 6              |
| Канада (Billboard Canadian Hot 100) | 25             |
| Канада (Billboard AC)               | 5              |
| Канада (Billboard CHR/Top 40)       | 36             |
| Канада (Billboard Hot AC)           | 18             |
| Хорватия (HRT)                      | 1              |
| Чехия (Rádio — Top 100)             | 25             |
| Чехия (Singles Digitál Top 100)     | 41             |
| Финляндия (Radiosoittolista)        | 12             |
| Франция (SNEP)                      | 32             |
| Германия (GfK)                      | 72             |
| Мир (Billboard Global 200)          | 37             |
| Венгрия (Single Top 40)             | 5              |
| Исландия (Plötutíðindi)             | 37             |
| Ирландия (IRMA)                     | 49             |
| Италия (FIMI)                       | 57             |
| Япония (Billboard Japan Hot 100)    | 29             |
| Латвия (EHR)                        | 39             |
| Нидерланды (Dutch Top 40)           | 28             |
| Нидерланды (Single Top 100)         | 76             |
| Новая Зеландия (Recorded Music NZ)  | 33             |
| Сингапур (RIAS)                     | 29             |
| Словакия (Rádio — Top 100)          | 14             |
| Словакия (Singles Digitál Top 100)  | 68             |
| ЮАР (RISA)                          | 36             |
| Республика Корея (Circle)           | 112            |
| Швеция (Sverigetopplistan)          | 61             |
| Швейцария (Schweizer Hitparade)     | 5              |
| Китайская Республика (Billboard)    | 11             |
| Великобритания (OCC UK Singles)     | 24             |
| США (Billboard Hot 100)             | 49             |
| США (Billboard Adult Contemporary)  | 9              |
| США (Billboard Adult Pop Airplay)   | 12             |
| США (Billboard Pop Airplay)         | 19             |

| Чарт (2022)                            | Позиция |
| -------------------------------------- | ------- |
| Canada (Canadian Hot 100)              | 75      |
| Global 200 (Billboard)                 | 178     |
| Japan Download Songs (Billboard Japan) | 100     |
| US Adult Contemporary (Billboard)      | 16      |
| US Adult Top 40 (Billboard)            | 37      |

## Сертификации
| Регион                                                                      | Сертификация | Продажи |
| --------------------------------------------------------------------------- | ------------ | ------- |
| Австралия (ARIA)                                                            | Золотой      | 35 000  |
| Бельгия (BEA)                                                               | Золотой      | 20 000  |
| Канада (Music Canada)                                                       | Платиновый   | 80 000  |
| Франция (SNEP)                                                              | Золотой      | 100 000 |
| Италия (FIMI)                                                               | Золотой      | 50 000  |
| Польша (ZPAV)                                                               | Золотой      | 25 000  |
| Швейцария (IFPI Switzerland)                                                | Платиновый   | 20 000  |
| Великобритания (BPI)                                                        | Серебряный   | 200 000 |
| Данные о продажах + прослушиваниях приведены только на основе сертификации. |              |         |